# Mauern
Mauern este o comună din landul Bavaria, Germania.